# بورغلنغنفلد
بوغلنغنفلد (بالألمانية: Burglengenfeld) هي بلدة ألمانية تقع في ألمانيا في Schwandorf (district).

## المدن التوأمة
مدن Pithiviers و يوهانغيورغنشتات هي مدن توأمة لـبوغلنغنفلد.

## أعلام
- يوهان مايكل فيشر